# Trebbin
Trebbin is een stad in de Duitse deelstaat Brandenburg, gelegen in de Landkreis Teltow-Fläming. De stad telt 9.728 inwoners.

## Geografie
Trebbin heeft een oppervlakte van 125,66 km² en ligt in het oosten van Duitsland, ruim 30 km ten zuiden van Berlijn. Het landschap is niet zeer geaccidenteerd; de heuvelrug Trebbiner Berge heeft geen toppen die hoger zijn dan circa 110 meter boven de zeespiegel. Trebbin ligt ten noorden van een oerstroomdal (zie ook: Luckenwalde). Het landschap kenmerkt zich door een afwisseling  van land- en tuinbouwgrond, en vooral ten zuiden van de plaats, enige bossen.
De stad ligt aan de Nuthe, een 66½ km lang, onbevaarbaar, zijriviertje van de Havel.
Ongeveer 20 km ten oosten, aan de B 246, van Trebbin ligt Zossen met Wünsdorf, ooit een zeer belangrijk militair hoofdkwartier. Ten noorden van Trebbin ligt de gemeente Ludwigsfelde.

## Stadsindeling

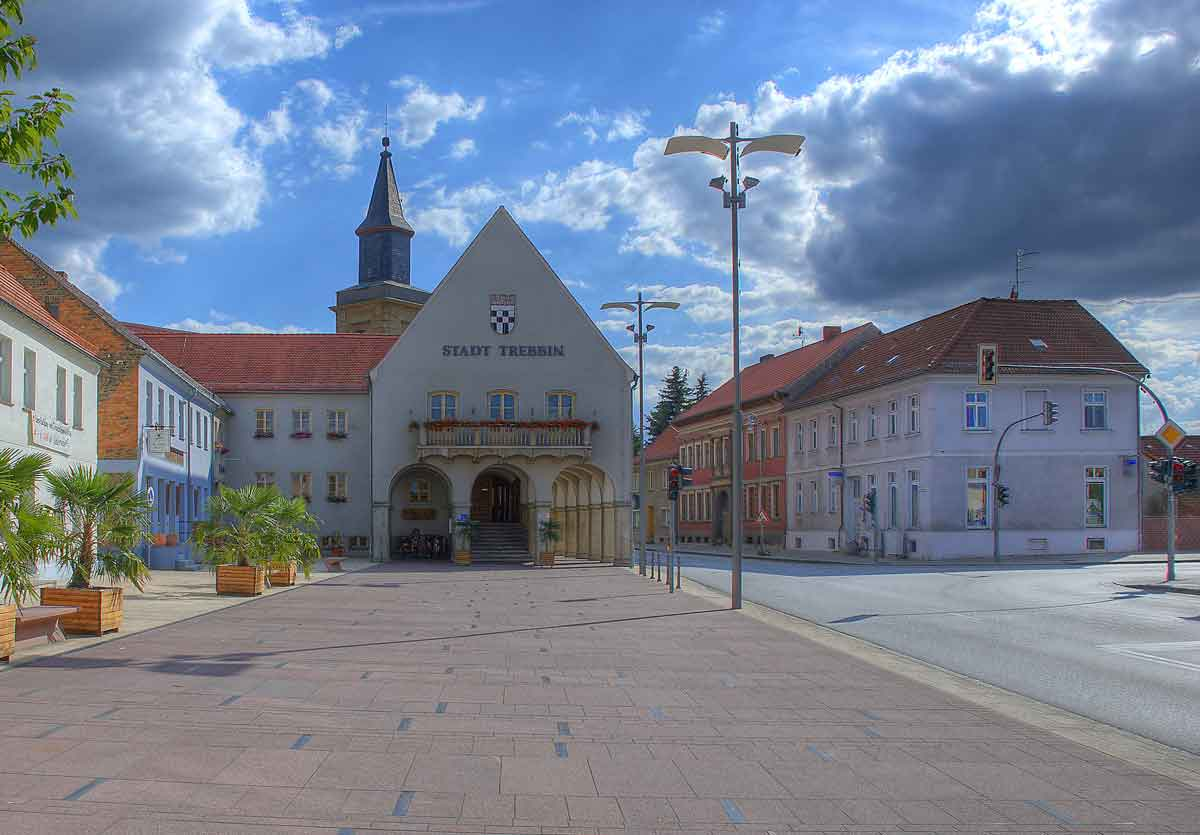
Stadhuis

Volgens artikel 7, lid 1, van de in 2009 van kracht geworden hoofdgemeenteverordening (Hauptsatzung) van de stad Trebbin, bestaat deze uit de gelijknamige stad en de volgende 13 stadsdelen:
- Blankensee, in het westen van de gemeente, nabij het gelijknamige meer
- Christinendorf
- Glau, incl. de zogenaamde Friedensstadt, direct ten noordoosten van Blankensee
- Großbeuthen incl. het Gemeindeteil  Kleinbeuthen
- Klein Schulzendorf
- Kliestow, niet ver ten zuiden van de stad
- Löwendorf
- Lüdersdorf
- Märkisch Wilmersdorf, met een groot, in 1903 gerenoveerd kasteel
- Schönhagen, 5 km ten westen van de stad, bij het vliegveld
- Stangenhagen
- Thyrow, ca. 4 km ten noordoosten van Trebbin-stad
- Wiesenhagen.

Op de website van de gemeente is een plattegrond aanwezig, waar de ligging der diverse stadsdelen te vinden is. Zie: www.stadt-trebbin.de/index.php/ortsteile

## Verkeer en vervoer

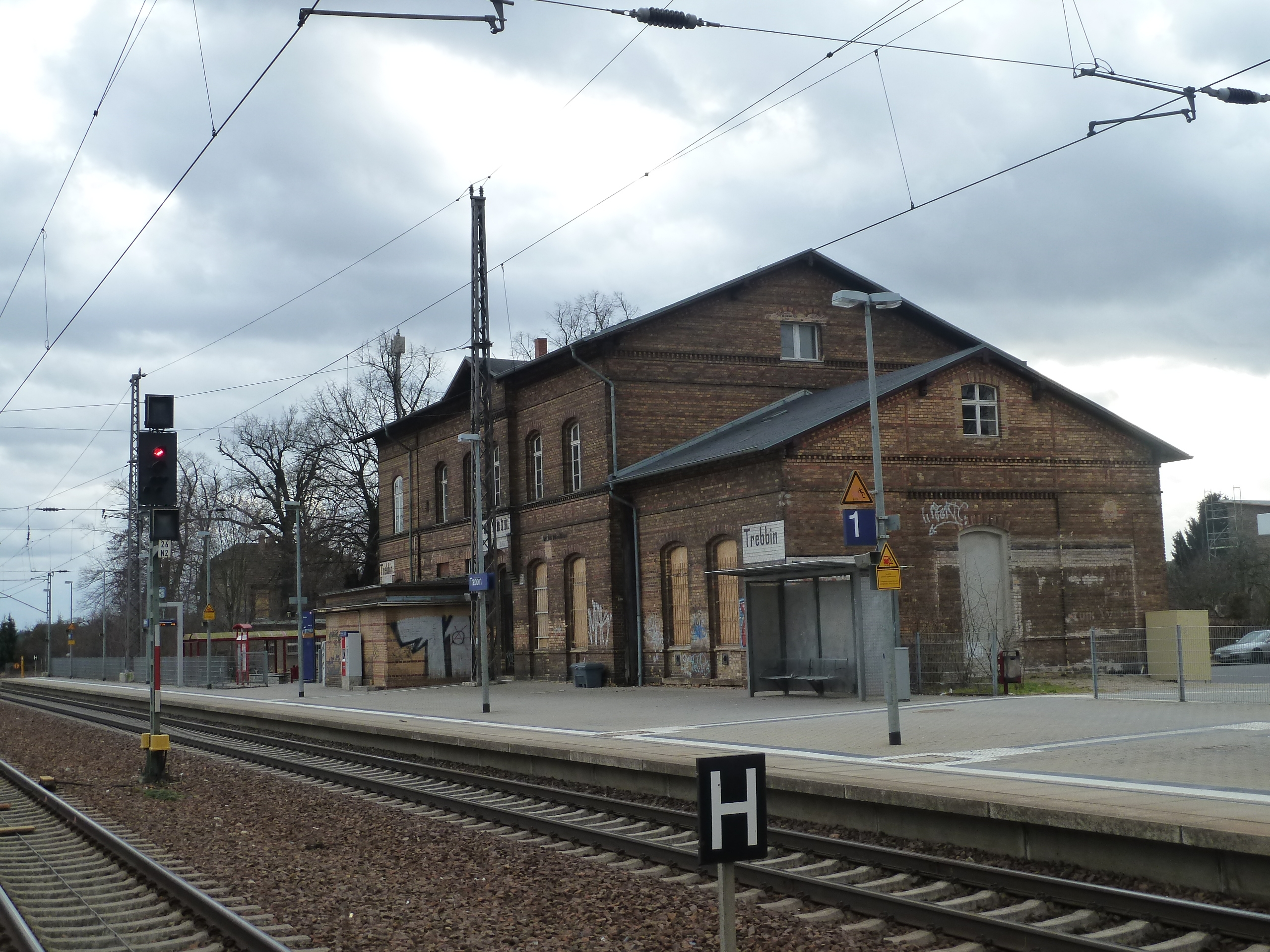
Station
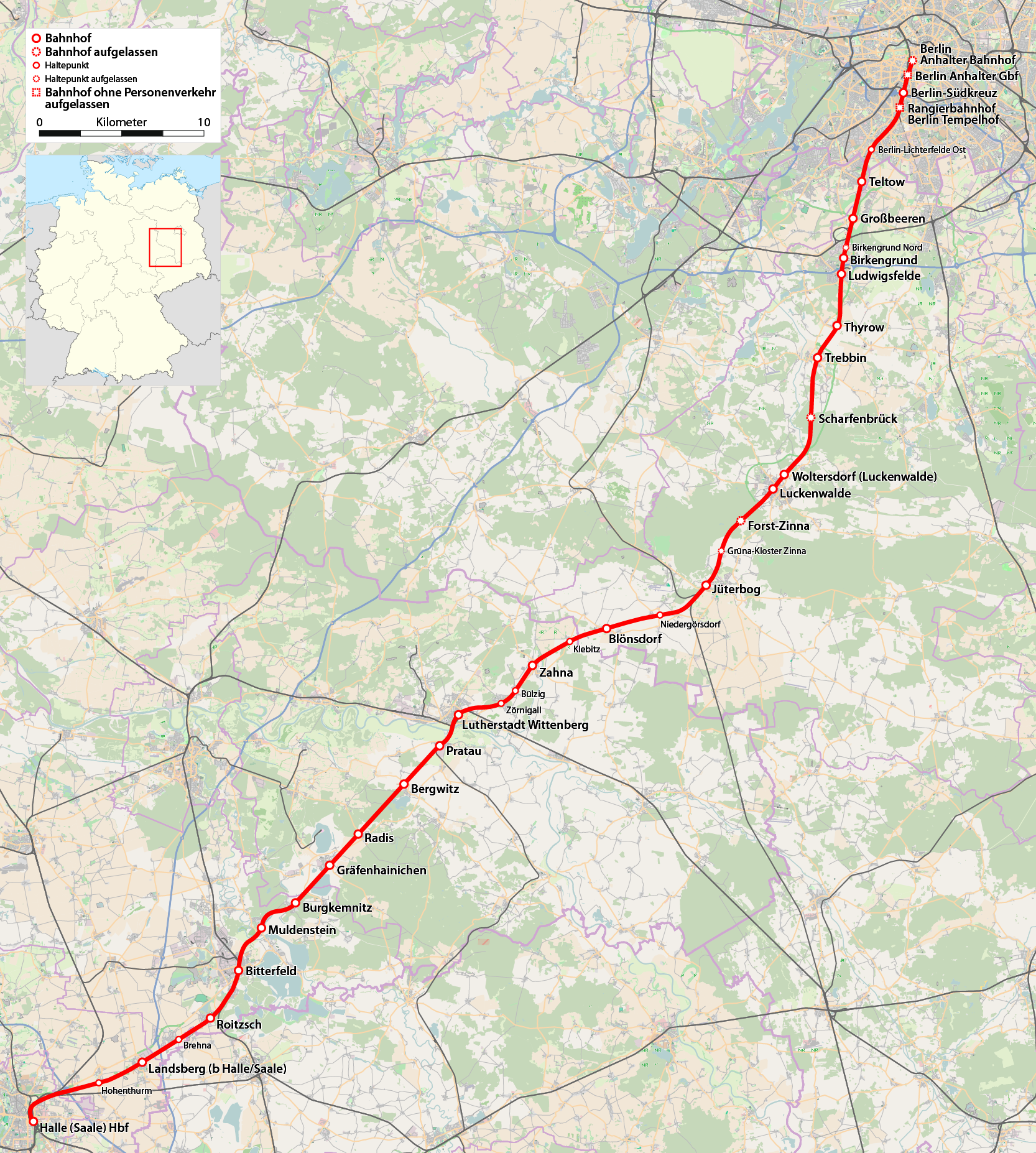
Kaart spoorlijn Berlijn-Halle
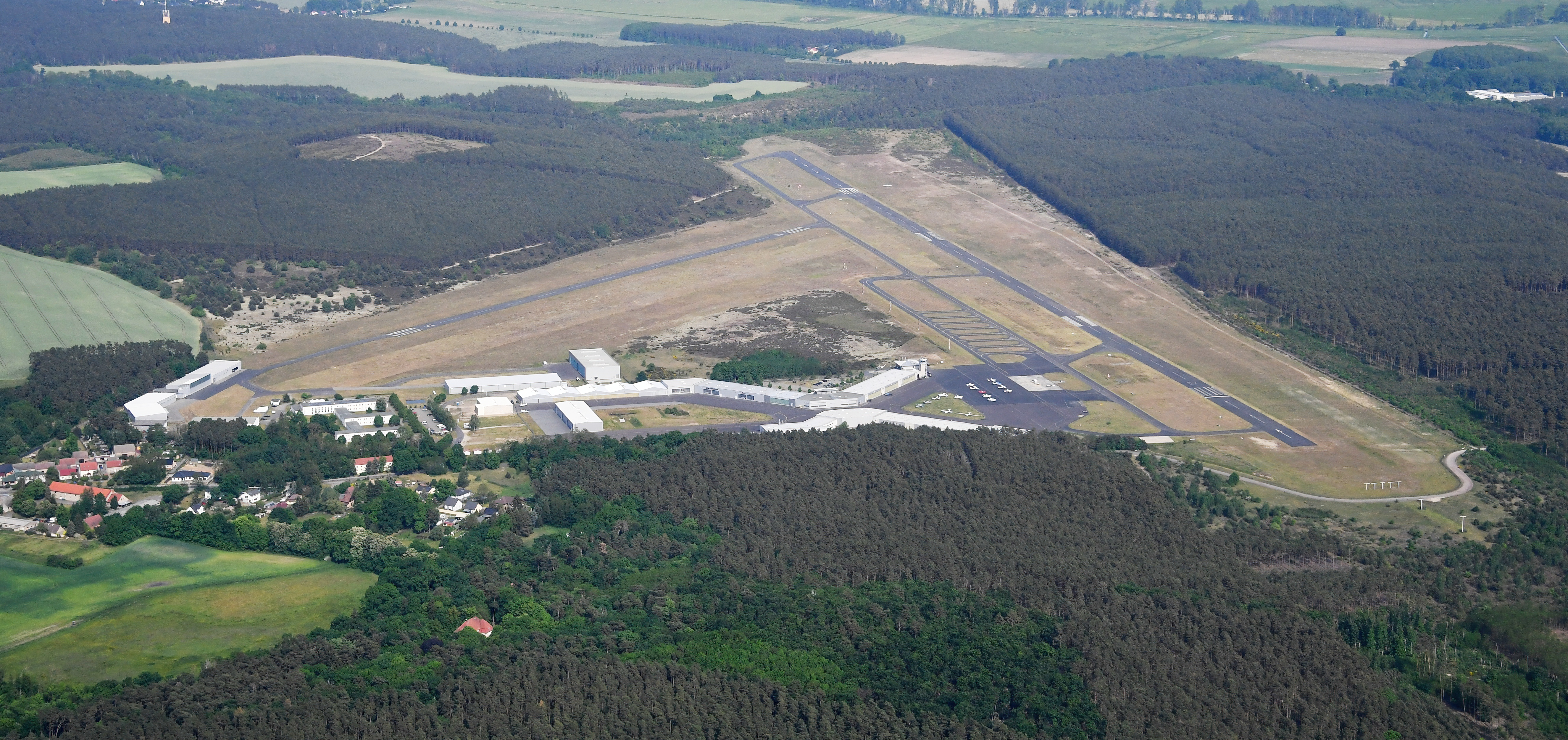
Vliegveld

Door de gemeente loopt de Bundesstraße 101, die er de Bundesstraße 246 kruist. Wie de B 101 noordwaarts volgt, bereikt in de voorsteden van  Berlijn afrit 14 van de Bundesautobahn 10.
Trebbin heeft een station aan de Spoorlijn Berlijn - Halle, 34½ km ten zuiden van het Anhalter Bahnhof in de hoofdstad. Het station staat aan de oostelijke rand van het stadje. Ook het tot de gemeente Trebbin behorende  plaatsje Thyrow, 4 kilometer in noordelijke richting, heeft aan deze lijn een spoorweghalte.
Op 5 km ten westen van Trebbin bevindt zich sinds 1936 een klein vliegveld. Voordien was de zweefvliegsport er al populair geweest. Deze Verkehrslandeplatz Schönhagen, ICAO-code EDAZ, heeft drie start- en landingsbanen: de 07/25, 1510 m lang en 23 m breed, geasfalteerd; de 12/30, 700 m × 18 m, geasfalteerd, en de 12/30, 760 m × 40 m, graspiste. De geografische coördinaten van het veld luiden: 52° 12′ 14″ noorderbreedte; 13° 9′ 36″ oosterlengte. Het vliegveld ligt 46 m (152 ft) boven zeeniveau. Rondom het vliegveld zijn enige vliegscholen en reparatiebedrijven voor kleine vliegtuigen gevestigd. Het vliegveld wordt nog altijd voor zweefvliegen gebruikt, maar ook door helikopters en kleine zaken- en hobbyvliegtuigjes. Het veld is verscheidene malen aangepast aan de eisen van de moderne luchtvaart. Toch zijn er in de periode 1997-2024 elf ongelukken met kleine vliegtuigen gebeurd. Daarbij vielen in totaal tien doden.

## Economie
De gemeente bestaat vooral van land- en tuinbouw, toerisme en van lokaal en regionaal midden- en kleinbedrijf. In Thyrow is op het plaatselijke bedrijventerrein een klein  filiaal van Wielton gevestigd. Dit grote Poolse concern produceert en verhandelt opleggers, aanhangers e.d. voor vrachtauto's.
In de dienstensector valt de na 1990 heropgerichte Friedensstadt Weißenberg op. Van origine is dit een rond 1920 door een klein protestant-christelijk kerkgenootschap, de Johanniskirche, opgezette gemeenschap, die op christelijke grondslag allerlei goede doelen nastreefde. De organisatie werd zowel door de nazi's (vanaf 1935; gebouwen "onteigend" eind 1938) als in de DDR-periode vervolgd; de gebouwen dienden van 1942 - 1945 als concentratiekamp (Außenlager van kamp Sachsenhausen) en van plm. 1949 tot 1994 het Russische leger als kazerne. Daarna werden de gebouwen aan de kerkgemeenschap teruggegeven, die er nu o.a. een revalidatie- en bezinningscentrum en een biologisch tuindersbedrijf met horecagelegenheid exploiteert.

## Geschiedenis

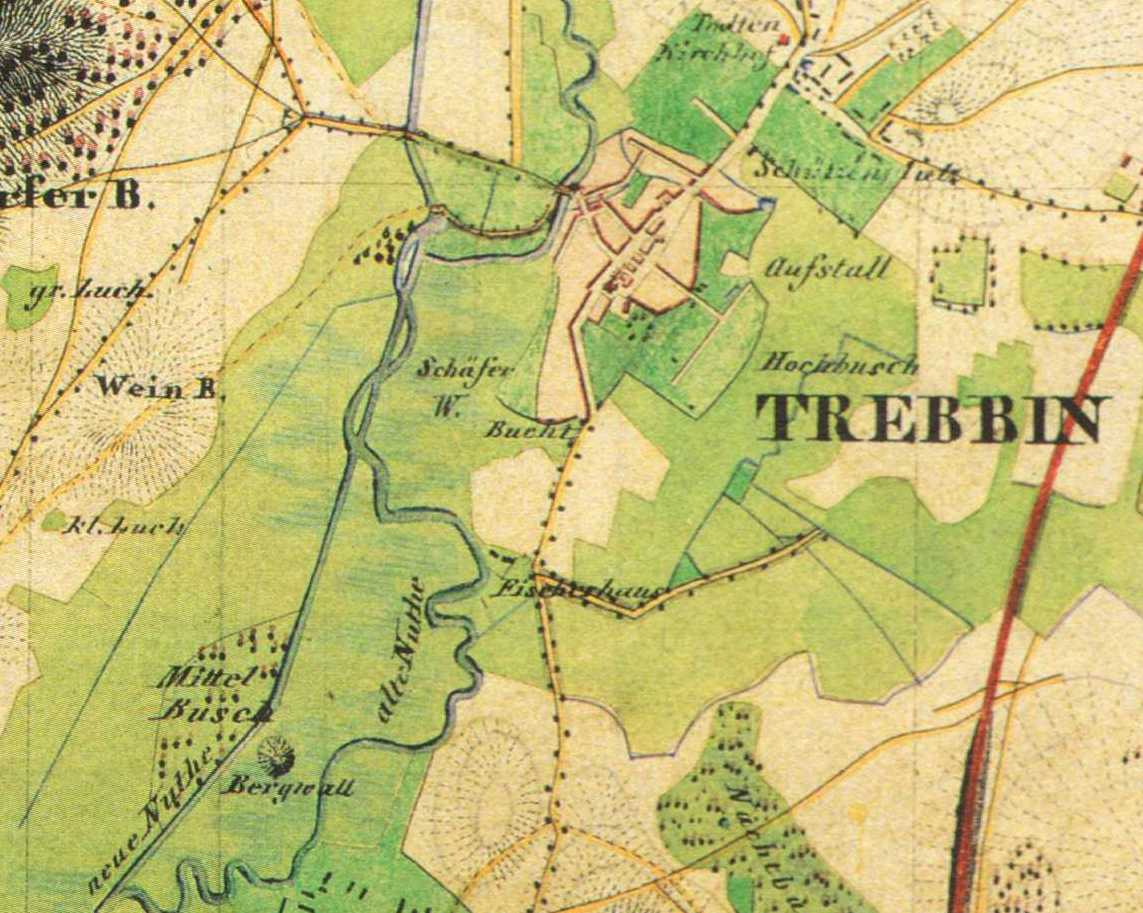
Trebbin op een kadastrale kaart van plm. 1840[3].
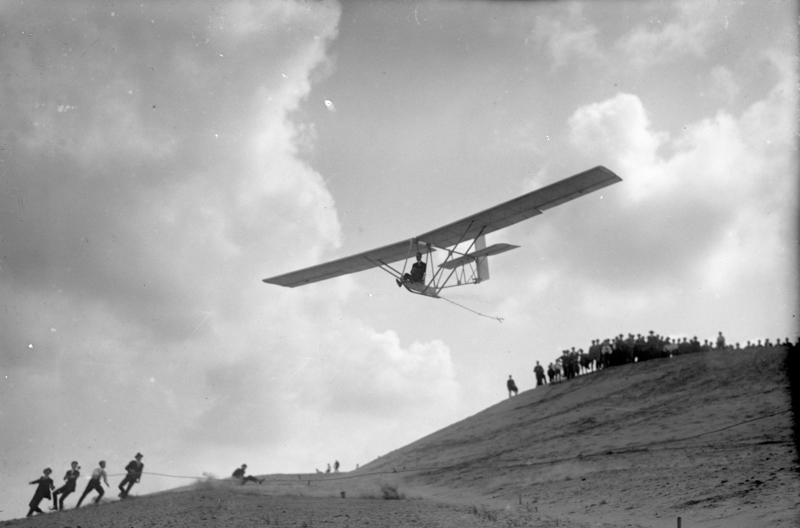
Zweefvliegen op de heuvelrug Trebbiner Berg, 1932
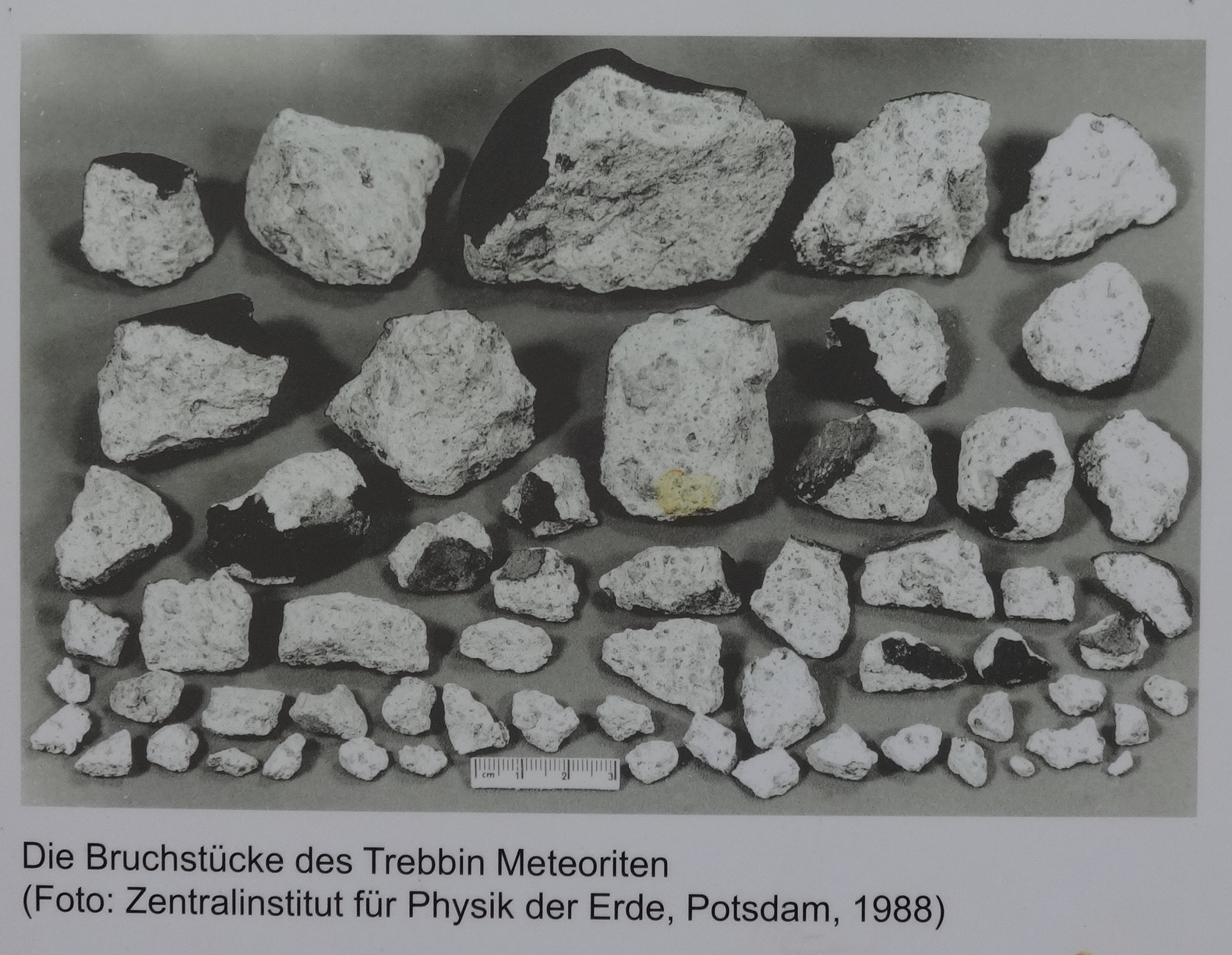
Brokstukken meteoriet Trebbin (1988)

Trebbin ontstond in de middeleeuwen als een Slavische nederzetting. De naam is waarschijnlijk van een oud West-Slavisch woord voor rooiing afgeleid.
In 1505 verkreeg Trebbin marktrecht, in 1743 stadsrecht als zogenaamde Immediatstadt.
Tot en met de 17e eeuw leidde het plaatsje, mede door oorlogsleed, grote branden en pestepidemieën, een kwijnend bestaan. Pas in 1722, toen er een Pruisisch garnizoen gelegerd werd, begon een geleidelijke uitgroei tot een kleine provinciestad. Omstreeks 1740 werd de huidige Mariakerk te Trebbin als garnizoenskerk in gebruik genomen. In 1841 werd Trebbin aangesloten op het spoorwegnet. De Tweede Wereldoorlog berokkende Trebbin weinig materiële schade. Na de verovering in april 1945 door het Rode Leger van de Sovjet-Unie lag de plaats van 1949 tot 1990 in de DDR.
Op 1 maart 1962 om 19.00 uur gebeurde er bij Kliestow, tegenwoordig gemeente Trebbin, een bizar en ernstig treinongeval. Een Russische legertrein, met zowel soldaten, die zaten in een soort houten hokjes, als tanks aan boord, was van de kazernes van Jüterbog onderweg naar Oost-Berlijn. De loop van één van de tanks kwam in beweging en botste tegen de locomotief van de passagierstrein Berlijn- Leipzig aan, die met 120 km/h in tegengestelde richting reed. De kanonloop boorde zich in een rijtuig van de personentrein, waar één  dode viel. De officiële berichtgeving in de DDR maakte alleen van dit ene slachtoffer gewag. De militaire trein ontspoorde, wagons stortten op en in elkaar, en veel soldaten van het Sovjet-Russische leger kwamen om of raakten, o.a. door houtsplinters van hun trein, zwaar gewond. Tot op  heden, in 2024, is het aantal Sovjet-slachtoffers van deze ramp militair geheim, en dus onbekend. De betrouwbaarste bronnen schatten het aantal doden op 70 à 90. Zie voor meer informatie ook onderstaande link.
Op 1 maart 1988 sloeg een 1,25 kg zware meteoriet, type chondriet, in op een tuinbouwbedrijf bij Trebbin. Er vielen geen doden of gewonden.

## Bezienswaardigheden
- Wandel- en fietsroutes in het dal van de Nuthe en in omliggende natuurgebieden
  - De stad ligt aan de oostrand van het Nationaal Park Naturpark Nuthe-Nieplitz (bos, heide, wetlands, veenlandschappen).
  - In dit Naturpark ligt het 280 ha grote, ondiepe meer Blankensee, ten zuiden van het gelijknamige dorp. De Blankensee is een natuurreservaat. Andere recreatie dan wandelen over de paden om het meer heen is, evenals hengelen,  verboden. Soortgelijke meren liggen rondom dorpjes in de noorderbuur Ludwigsfelde.
  - Ten westen van Löwendorf kan men naar de 103 m hoge heuvel Löwendorfer Berg wandelen. Daar staat sinds 2012 een uitzichttoren bovenop.
- In diverse tot de gemeente behorende dorpen staan oude, voorname herenhuizen (Landsitze). Doorgaans zijn deze bewoond, of hebben een maatschappelijke functie, en kunnen dus niet van binnen worden bezichtigd. Soms is de tuin of het park rondom zo'n landhuis wel voor wandelaars toegankelijk.
- Enige tot de gemeente behorende dorpen hebben een interessante, evangelisch-lutherse dorpskerk.
- Enkele kleine lokale musea

## Afbeeldingen

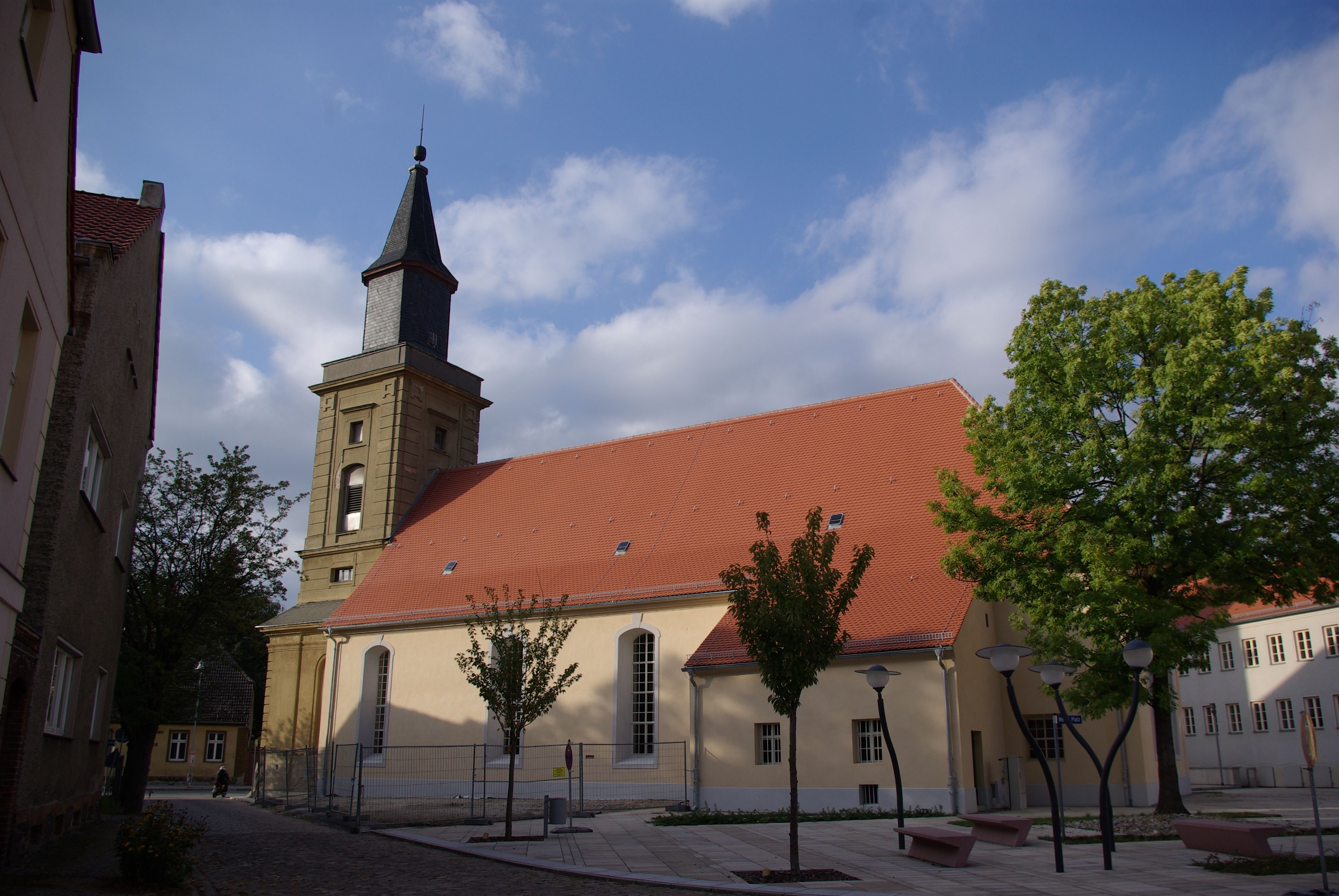
Evang.-lutherse Mariakerk te Trebbin
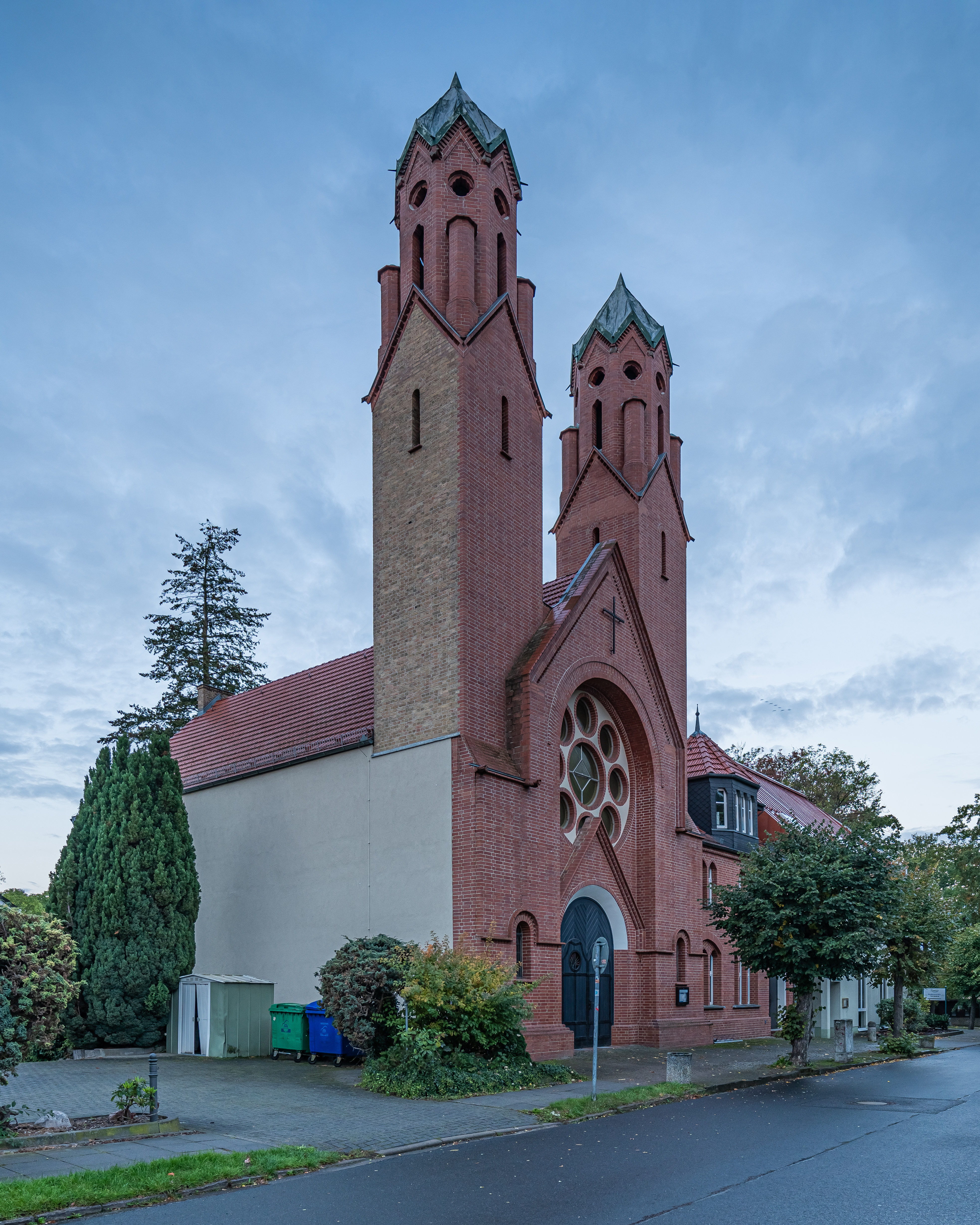
R.K. Sint-Jozefkerk, Trebbin (bouwjaar 1912)
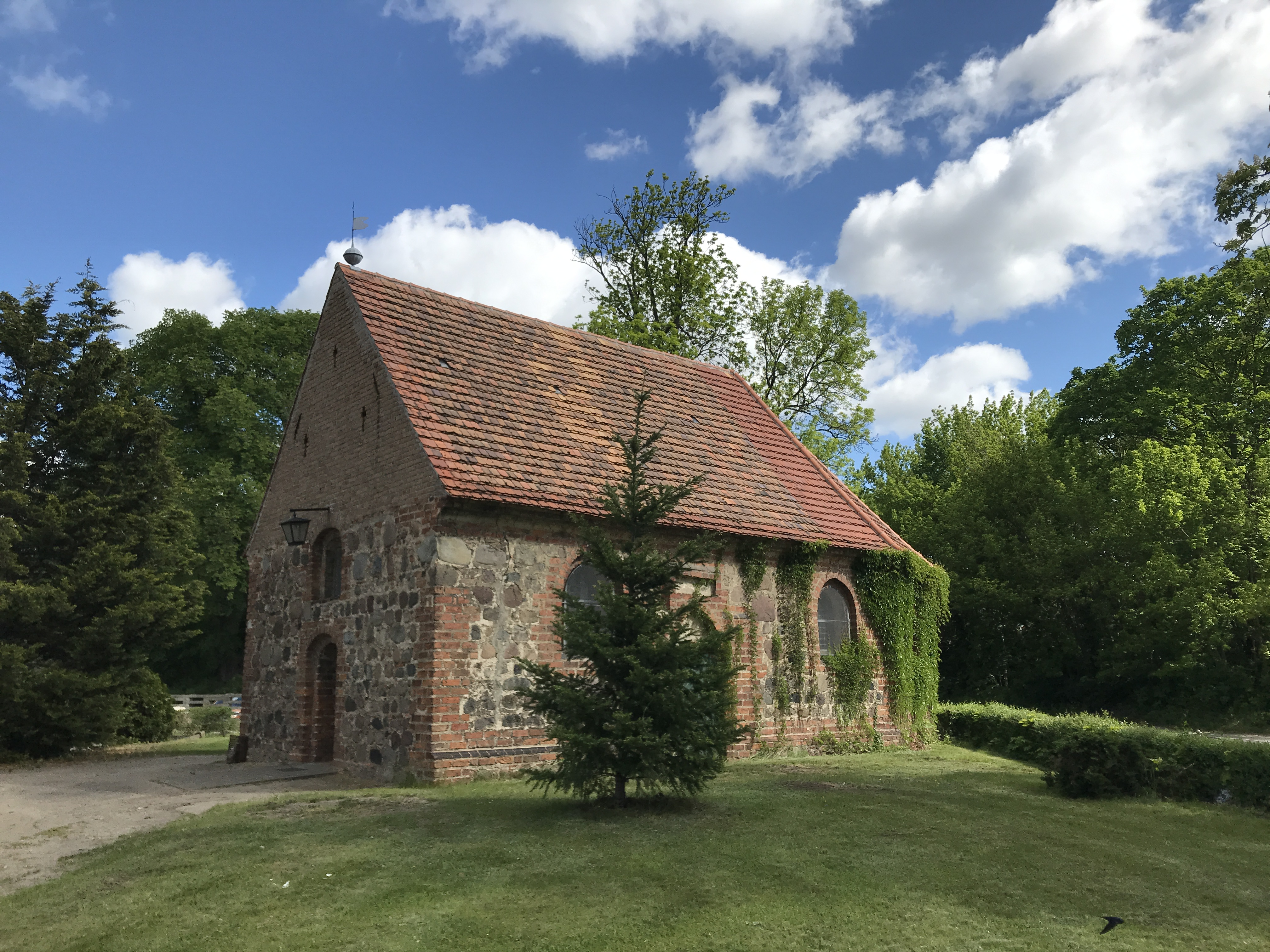
Sint-Anna-kapel (plm. 1500) op het kerkhof van Trebbin
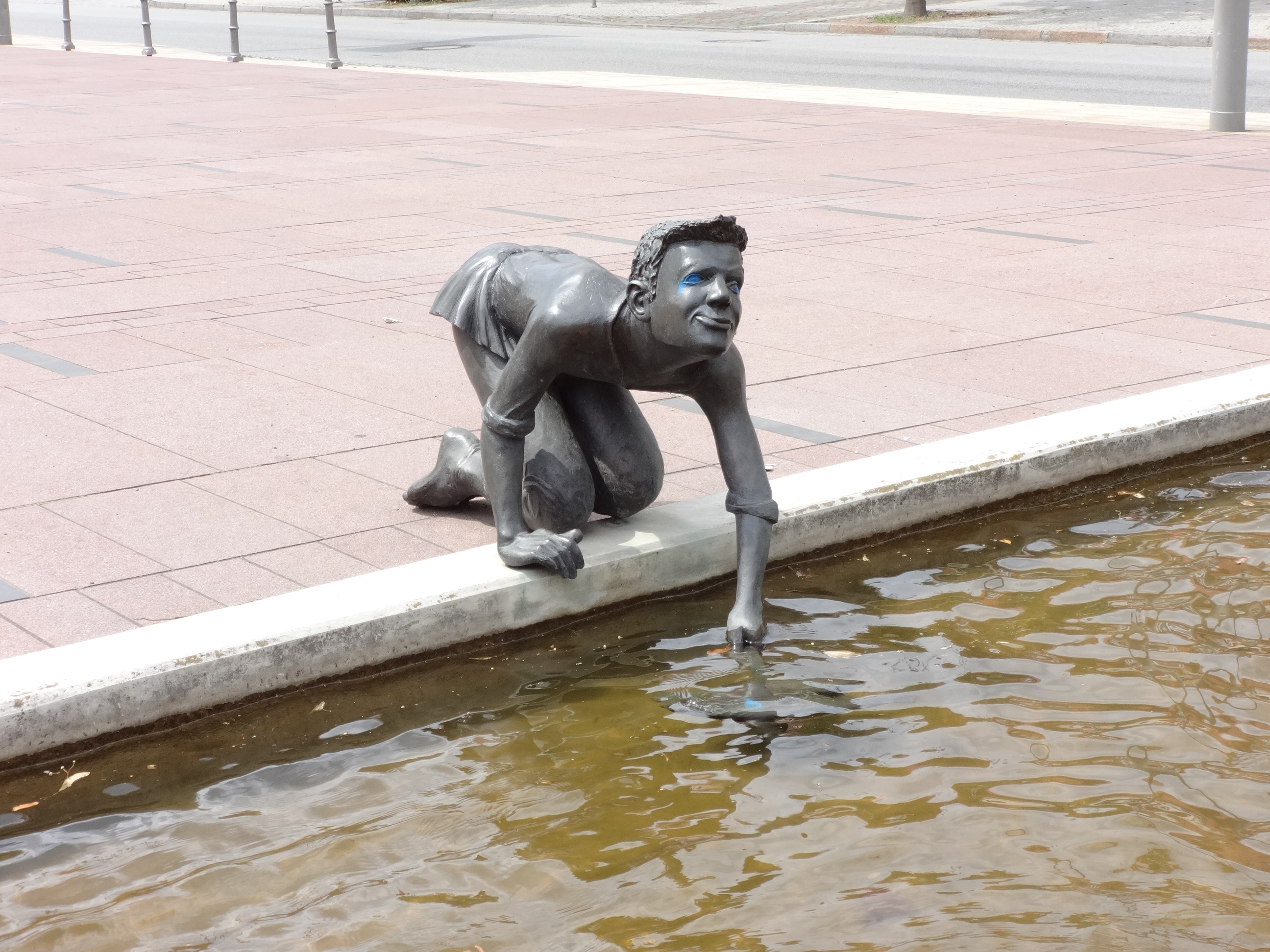
Hans-Clauert-beeldje, Trebbin
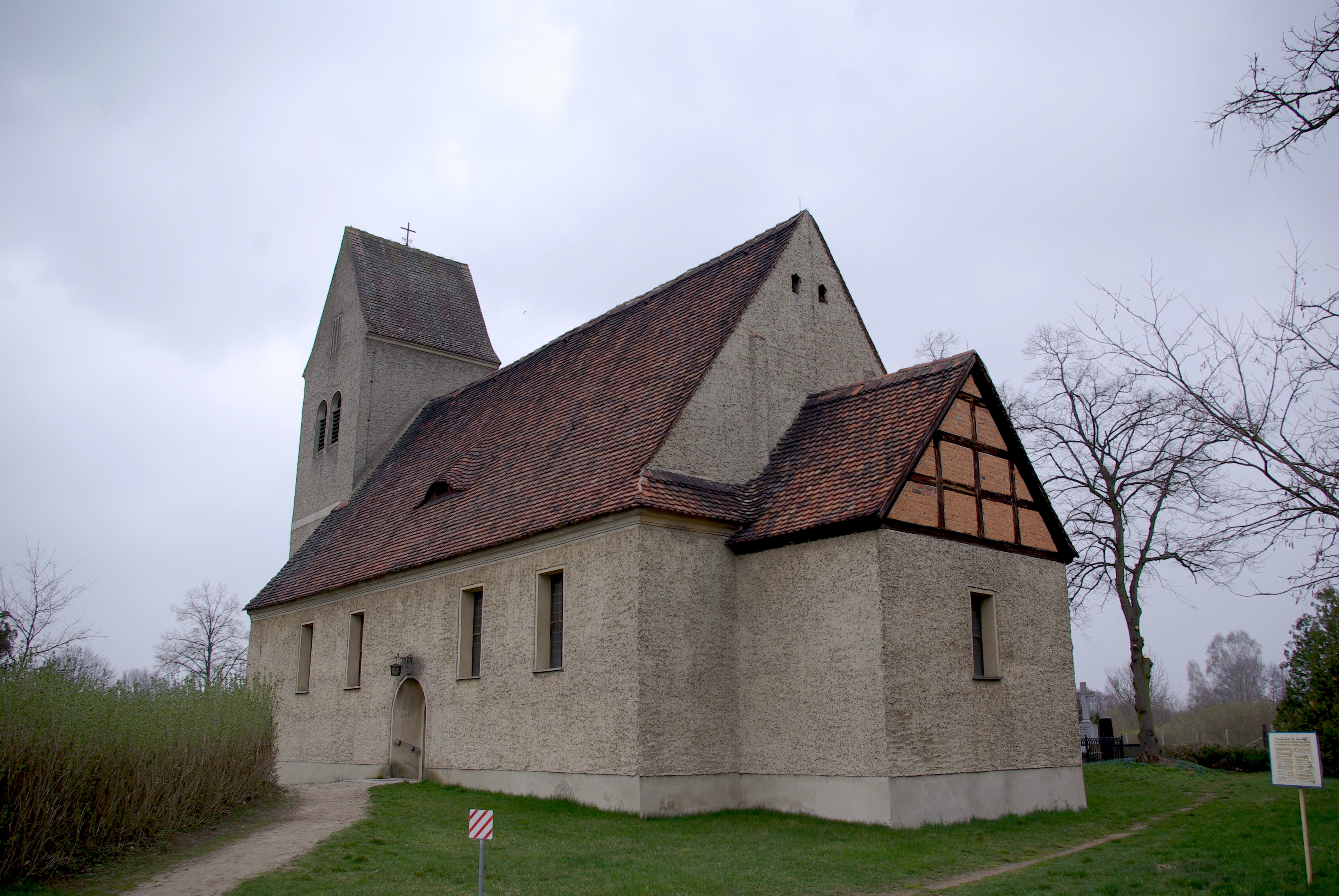
Dorpskerk van Blankensee
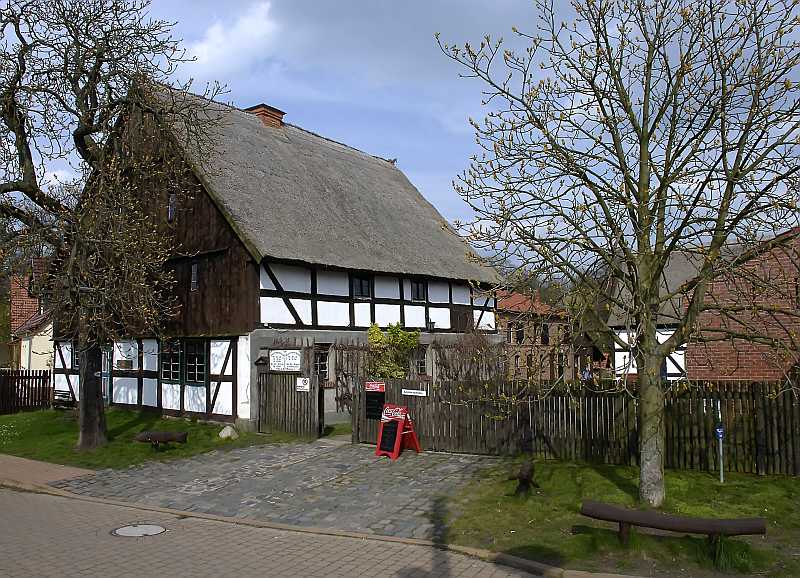
Museumboerderij, Blankensee
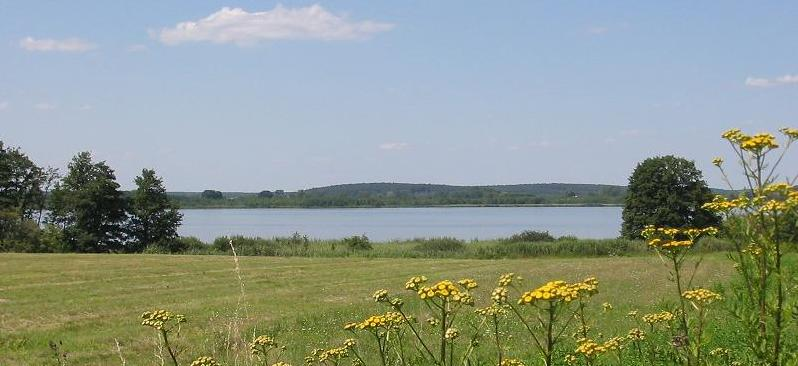
Het meer Blankensee
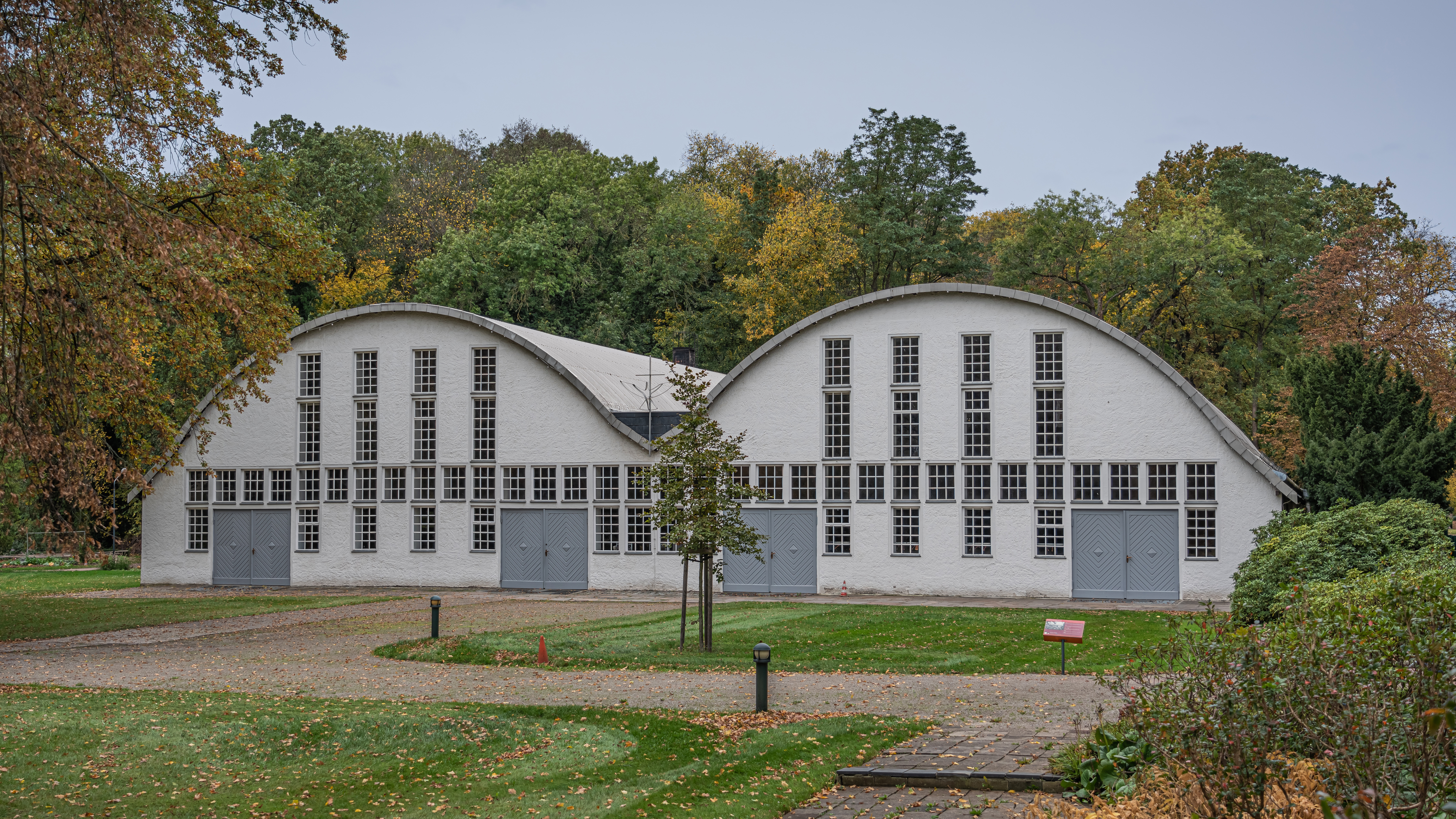
Kerkgebouw van de Johannische Kirche.
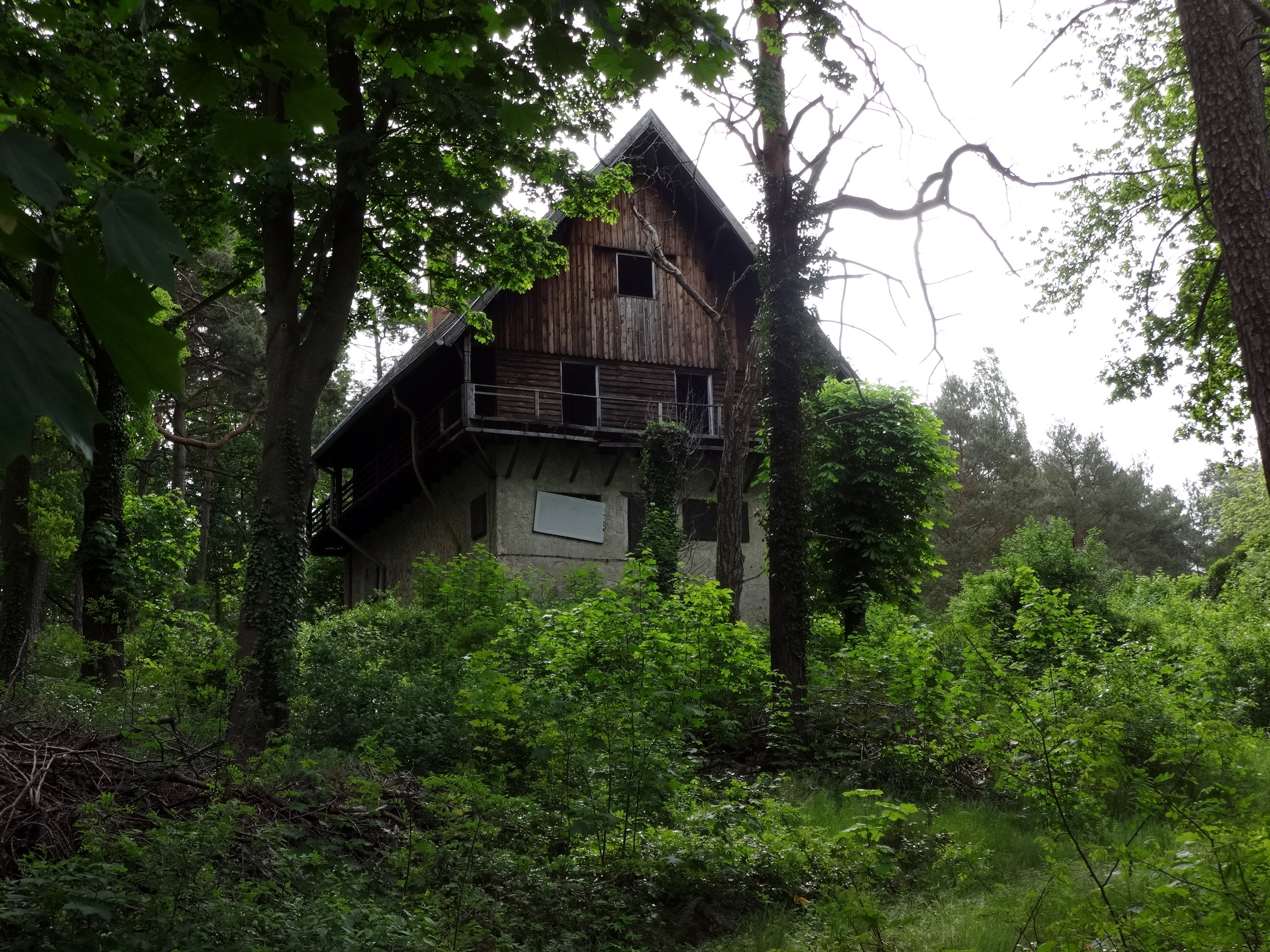
Richard-Eichberg-Haus, Thyrow (2015)
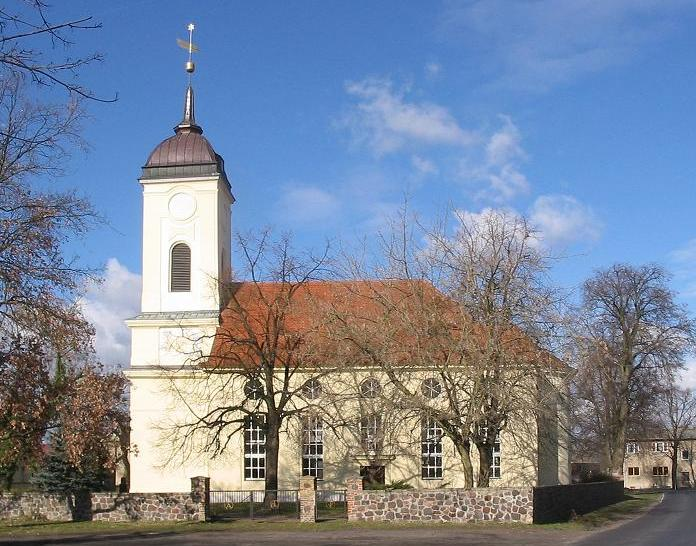
Dorpskerk Christinendorf (bouwjaar 1754)
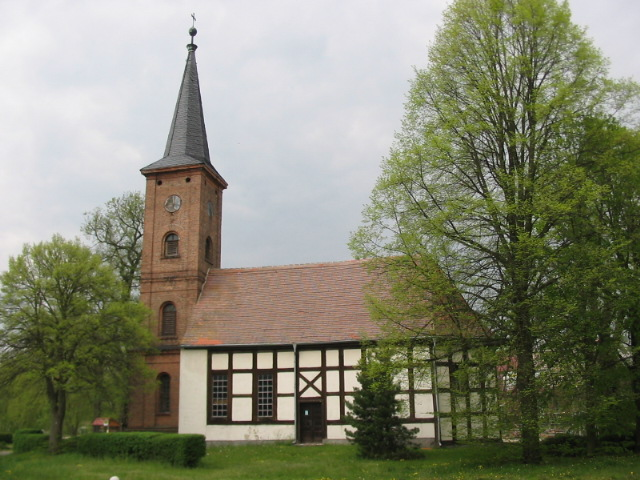
Dorpskerk Großbeuthen (bouwjaar ca. 1714; toren: 1847)
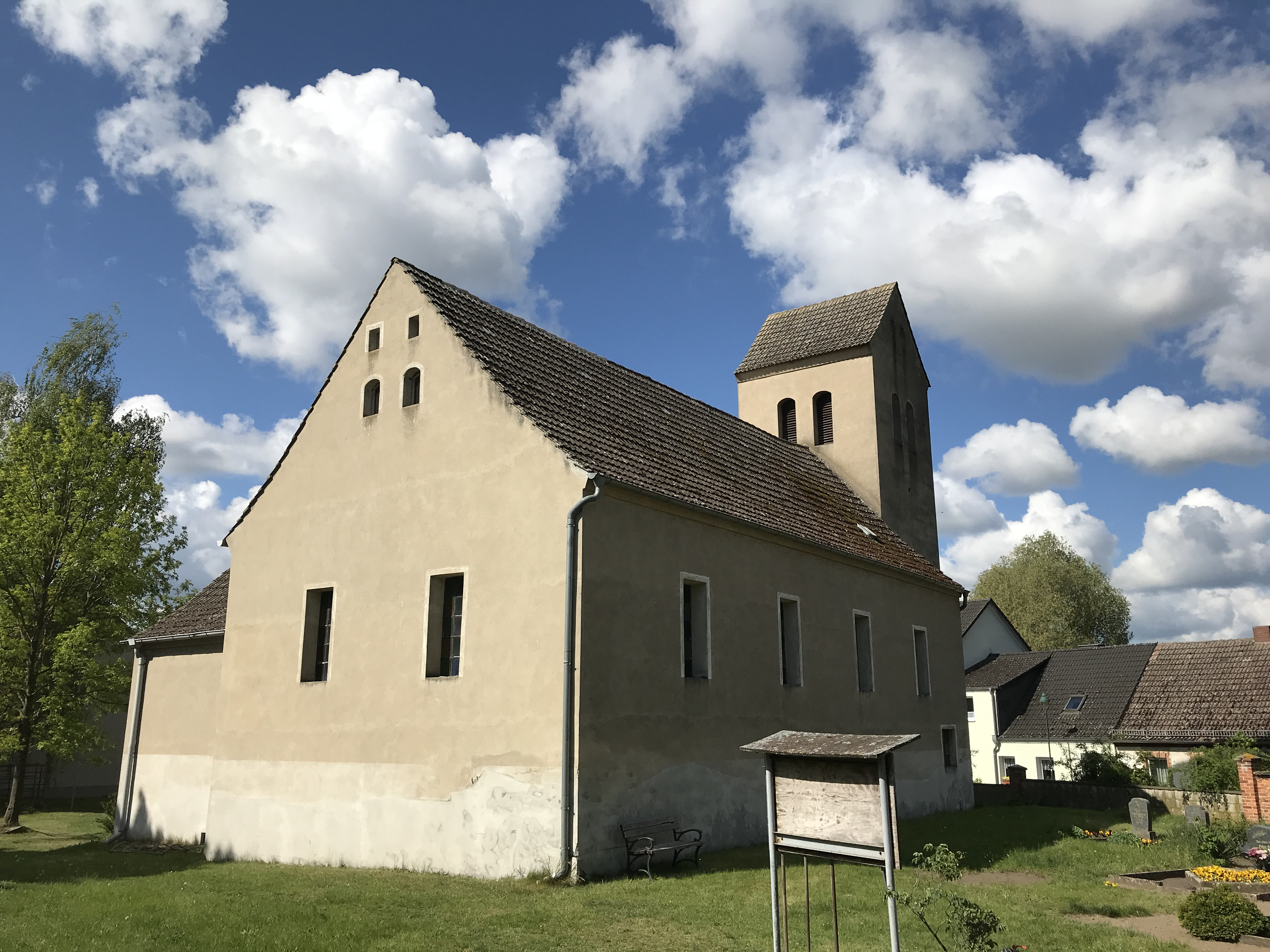
Dorpskerk Stangenhagen (bouwjaar ca. 1728)
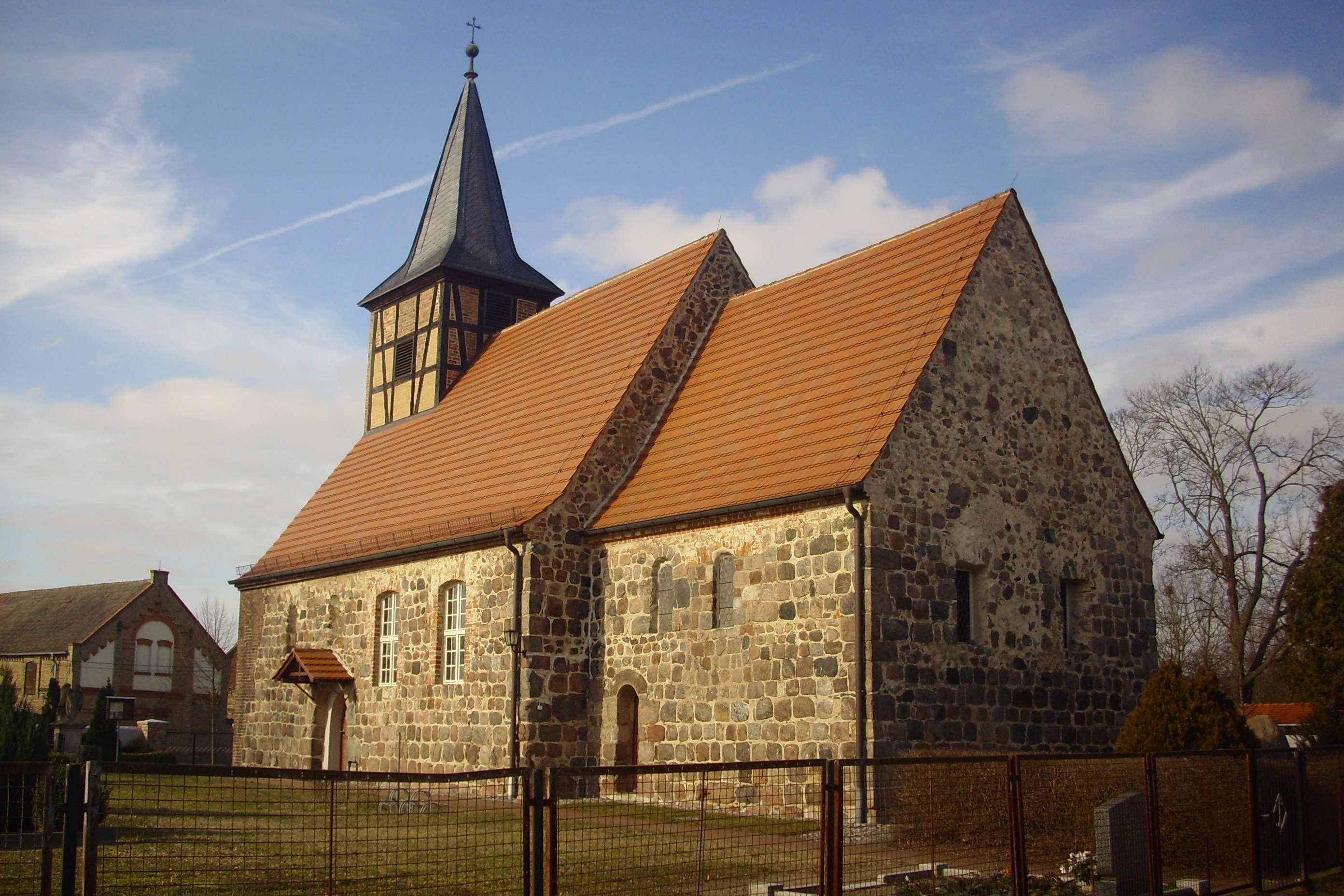
Dorpskerk van Thyrow
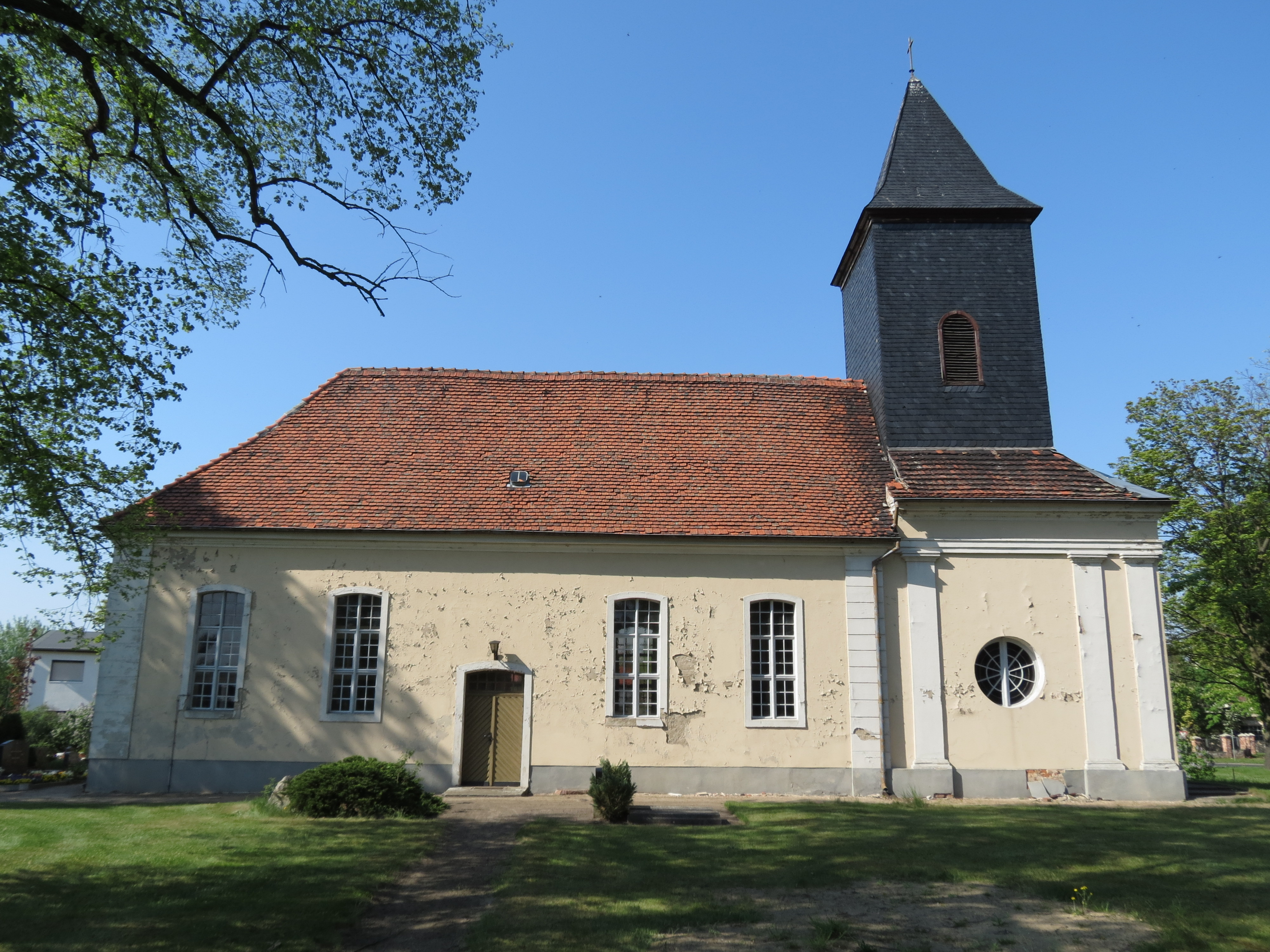
Dorpskerk te Märkisch Wilmersdorf
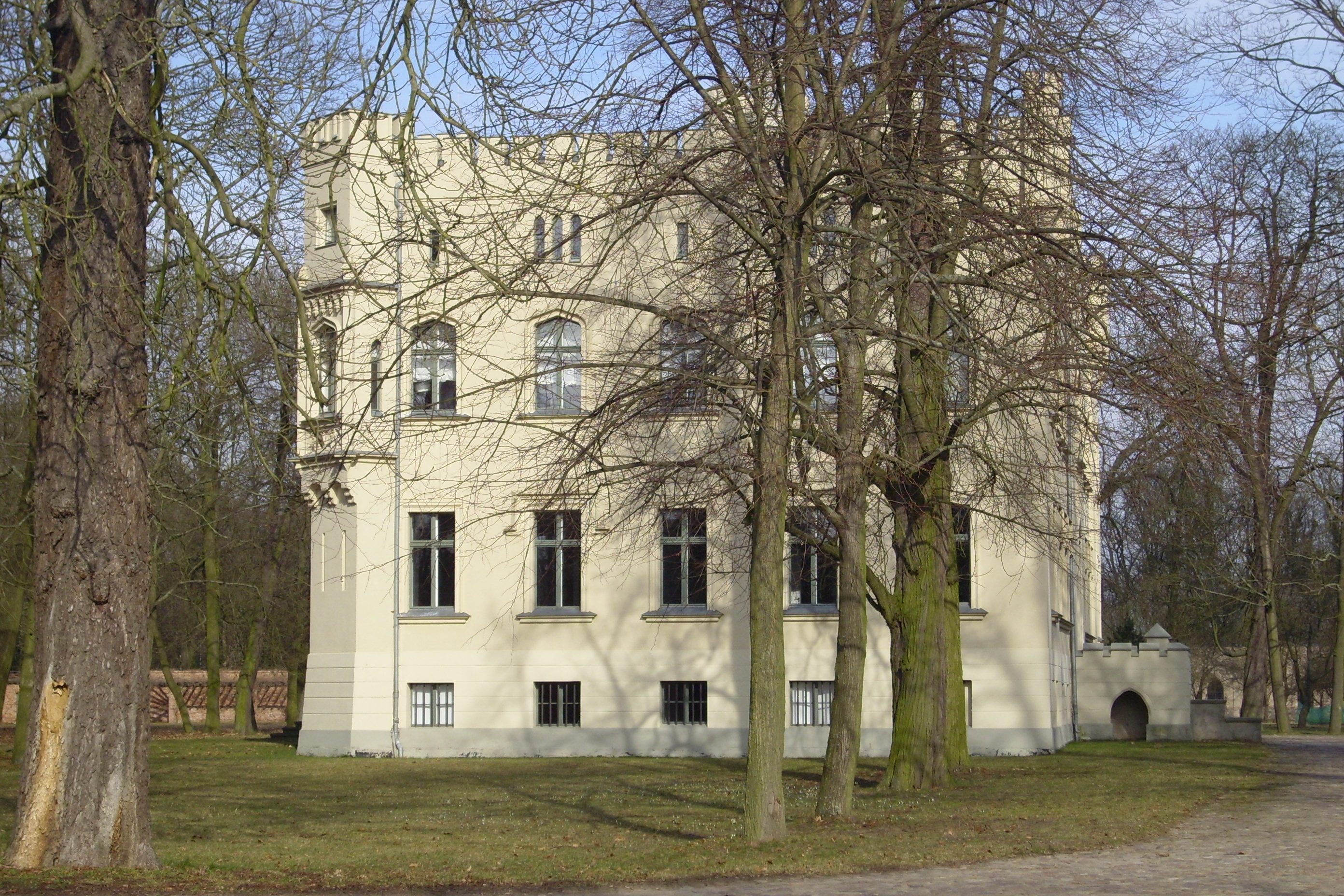
Landhuis te Märkisch Wilmersdorf
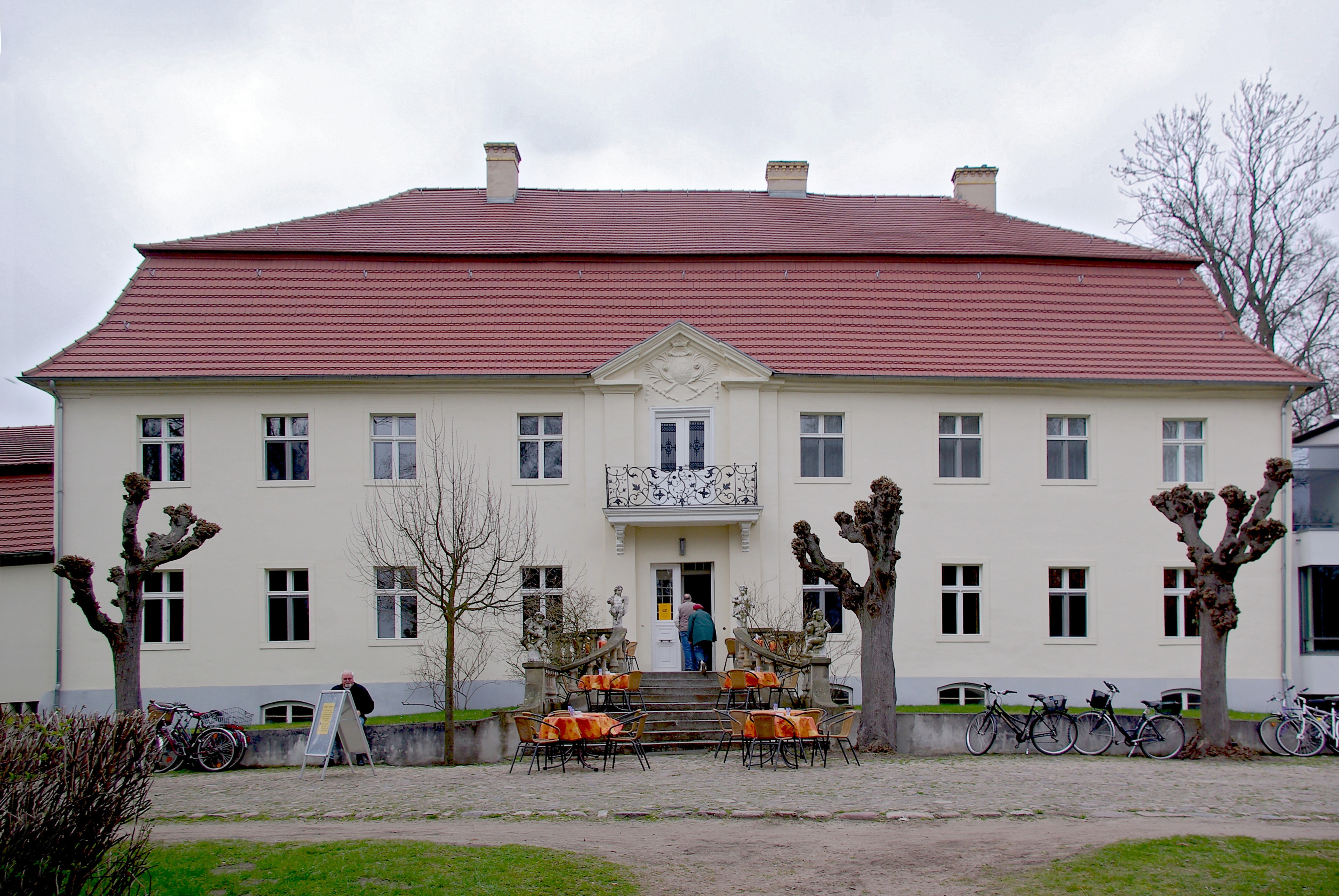
Landhuis Sudermannschloss te Blankensee

## Bekende personen in relatie tot de gemeente
- Wilhelm Hensel (geb. 6 juli 1794 in Trebbin; overl. 26 november 1861 in Berlijn), kunstschilder, echtgenoot van de bekende componiste Fanny Hensel[6].
- Hans Clauert of Clawert, bijgenaamd Märkische Tijl Uilenspiegel (geb. ca. 1506; overl. in 1566), inwoner van Trebbin, veehandelaar,  dankzij Bartholomäus Krüger bekend door talrijke schelmerijen; in het stadje is een bronzen beeldje van hem aanwezig. Ook is een toeristische wandelroute in de gemeente Trebbin aan de verhalen over Clauert gewijd.
- Bartholomäus Krüger (geboren omstreeks 1540 in Sperenberg; overl. na 1597 in Trebbin), schrijver en organist, van 1580-1597 stadsschrijver. Hij schreef het volksboek over  Hans Clauerts werklichen Historien (1587).
- Friedrich Kurt Alexander (Fritz) Graf von Schwerin (geb. 16 mei 1856 in Berlijn; overl. 9 maart 1934 ibidem), Pruisisch dendroloog, kweker van dahlia's, schrijver en kasteelheer. Hij liet in 1901 het familiekasteel  te Märkisch Wilmersdorf renoveren en kweekte er dahlia's en diverse soorten bomen. Na zijn dood raakte het landhuis en vooral het omliggende park in verval. Van 2009 tot aan de verhuizing naar Berlijn, in 2021, was de kunstgalerie van Michael Werner in het kasteel gevestigd.
- Hermann Sudermann (geb. 30 september 1857 in Matzicken (Macikai), Oost-Pruisen[7]; overl. 21 november 1928 in Berlijn), aanvankelijk journalist, later schrijver van toneelstukken, romans, korte verhalen e.d.; hij was succesvol, kon zich de aankoop van een kunstverzameling permitteren en vanaf 1902 bewoonde hij het door een groot park omgeven landhuis Blankensee bij Trebbin. Sudermann exposeerde daar zijn kunstcollectie. Na Sudermanns dood werd het kasteel een tehuis voor behoeftige kunstenaars, en in de DDR-tijd een kindertehuis en daarna een school. Na de Duitse hereniging werd het Sudermannschloss een congrescentrum voor het bedrijfsleven. Het gerestaureerde park is vrij toegankelijk. Op aanvraag kan men in het kasteel een als hommage aan Sudermann ingericht vertrek bezichtigen.

## Partnergemeentes
Trebbin onderhoudt jumelages met:
- Weil am Rhein (Baden-Württemberg)
- Bognor Regis (West Sussex, Engeland)